# John F. Kennedy
För andra betydelser, se JFK (olika betydelser), Kennedy eller John Kennedy (olika betydelser).
John Fitzgerald ”Jack” Kennedy, ofta känd under sina initialer JFK, född 29 maj 1917 i Brookline i Massachusetts, död 22 november 1963 i Dallas i Texas (mördad), var en amerikansk politiker och USA:s 35:e president åren 1961–1963. Han var medlem av Demokratiska partiet samt invaldes i USA:s representanthus 1946 och i senaten 1952.
Kennedy var son till Joseph Kennedy samt bror till Joseph P. Kennedy Jr., Robert och Ted Kennedy. 1940 utexaminerades han från Harvard University efter studier i internationella relationer. Han gjorde militärtjänst i flottan vid Stilla havet under andra världskriget. Bland de stora händelserna under Kennedys tid som president räknas Grisbuktsinvasionen, Kubakrisen, byggandet av Berlinmuren, rymdkapplöpningen och den tidiga fasen av Vietnamkriget. Han inledde en offensiv idealistisk utrikespolitik och en liberal inrikespolitik med sänkta skatter och ökade medborgarrättigheter, vilka så småningom mynnade ut i 1964 års medborgarrättslag.
Kennedy var den första av landets presidenter som var född under 1900-talet samt även den första med katolsk tro. Han var den yngste demokratiske presidenten någonsin och den yngste att bli vald till president (Theodore Roosevelt blev president efter mordet på William McKinley vid 42 års ålder, men valdes till ämbetet först vid 46 års ålder). Före Barack Obamas seger i valet 2008 var han också den senaste demokraten, som valts till president som inte kom från Södern och som valdes medan han var senator.
Kennedy mördades under en bilfärd i öppen limousine genom centrala Dallas den 22 november 1963, vilket skakade hela världen. Lee Harvey Oswald som greps för mordet blev själv mördad knappt två dagar senare av nattklubbsägaren Jack Ruby; Oswald blev således aldrig ställd inför rätta. Oklarheter kring mordet har medfört att det har uppstått en rad konspirationsteorier, som till exempel i filmen JFK av Oliver Stone.
Numera betraktas Kennedy som en ikon av många amerikaner. Enligt undersökningar är han, näst efter Moder Teresa och Martin Luther King, den mest beundrade personen bland amerikaner. Hans rykte nådde efter hans död en närmast helgonlik status, medan hans inrikespolitiska insatser ifrågasatts av senare forskning.[källa behövs] Han hade bland annat svårigheter att samarbeta med kongressen och förlorade en del av sin samtida trovärdighet i uppmärksammade otrohetsaffärer, vilka påstods ha inträffat under tiden i Vita huset, samt genom försök att dölja hälsoproblem, bland dessa en ryggskada, som han hade ådragit sig under andra världskriget och som behandlades med amfetamin.

## Representanthuset och senaten
John F. Kennedy representerade Massachusetts först i representanthuset 1947 till 1953 och sedan i senaten från 1953 till 1960.

## USA:s president

### Valkampanjen
När Kennedy var 43 år valdes han i ett mycket jämnt och kontroversiellt val till USA:s president. Republikanernas kandidat, vicepresident Richard Nixon, var liksom Kennedy mycket ung vilket markerade ett generationsskifte i amerikansk politik. Båda kandidaterna hade lovordat de förändringar vad avser medborgerliga rättigheter som åstadkommits under Harry S. Trumans och Dwight D. Eisenhowers administrationer. Kennedy kom emellertid att ta initiativet i frågan, vilket i kombination med hans vicepresidentkandidat Lyndon B. Johnsons bakgrund i den politiskt inflytelserika delstaten Texas bidrog till att väga upp det Republikanska partiets fördelar med Nixons Kalifornienbakgrund och det rådande goda ekonomiska läget. I Illinois och Texas, där Kennedy vann knappt, blev valutgången mycket jämn och flera oegentligheter rapporterades (i vissa valdistrikt var valdeltagandet över 100 %). I protest mot Kennedys löften om medborgarrättigheter avföll dessutom flera elektorer från sydstaterna och röstade på Virginiasenatorn Harry Byrd till president. Även en republikansk elektor från Oklahoma röstade på Arizonasenatorn Barry Goldwater i stället för Nixon.

### Ämbetstiden som president

#### Utrikespolitik
Kennedy var omedelbart efter sitt tillträde som president bland annat ansvarig för försöket att invadera Kuba via Grisbukten 1961. Året efter inträffade den så kallade Kubakrisen, sedan Sovjetunionen försökt etablera kärnvapenramper på ön. Krisen avblåstes sedan Kennedy isolerat Kuba och hotat med krig om kärnvapenbestyckade fartyg passerade en utsatt gräns, och förhandlade därefter om avveckling av missilförsvaren på Kuba och i Turkiet (där USA hade föråldrade kärnvapenmissiler). I gengäld lovade USA också att inte invadera Kuba så länge Castroregimen inte utgjorde ett hot.
1963 besökte Kennedy Västberlin, som han under påtryckningar vägrat ingripa vid Berlinmurens upprättande. Framför Rathaus Schöneberg höll han ett tal över muren där han sade "Ich bin ein Berliner". Talet kom att få stor betydelse för berlinarna i ön mitt i DDR men handlade delvis om symbolik, då det fanns en amerikansk acceptans för byggandet av Berlinmuren. För västmakterna och DDR betydde murbyggandet en politisk och militär stabilisering, Västberlins status quo blev i ordets rätta bemärkelse cementerad – Sovjetunionen gav upp sitt ultimatum från 1958 rörande krav på ett avmilitariserat ”fritt” Västberlin.
Kennedy förespråkade även förstärkta relationer mellan USA och Israel och han anses bland annat ha lagt grunden för den historiskt sett goda relationen mellan de båda länderna. Kennedy uttryckte dock oro över misstankar om att Israel hade påbörjat ett kärnvapenprogram och han beordrade bland annat inspektioner i Israel för att förhindra ett kärnvapenkrig.

#### Ekonomisk politik
Kennedy sänkte skatter från mycket höga nivåer under Eisenhoweråren, och kritiserades för att ha presenterat en obalanserad budget 1961, den första i fredstid. Trots detta ledde satsningarna till ökat välstånd för de flesta under 1960-talet.
Apolloprogrammet omdirigerades till sitt nya djärva mål, att landa på månen, av Kennedy under ett tal till den amerikanska kongressen den 25 maj 1961. Löftet fullföljdes 1969, under Nixons administration.

#### Utnämningar till högsta domstolen
Kennedy utnämnde följande domare till USA:s högsta domstol:
- Byron R. White, 1962
- Arthur Goldberg, 1962

## Attentatet

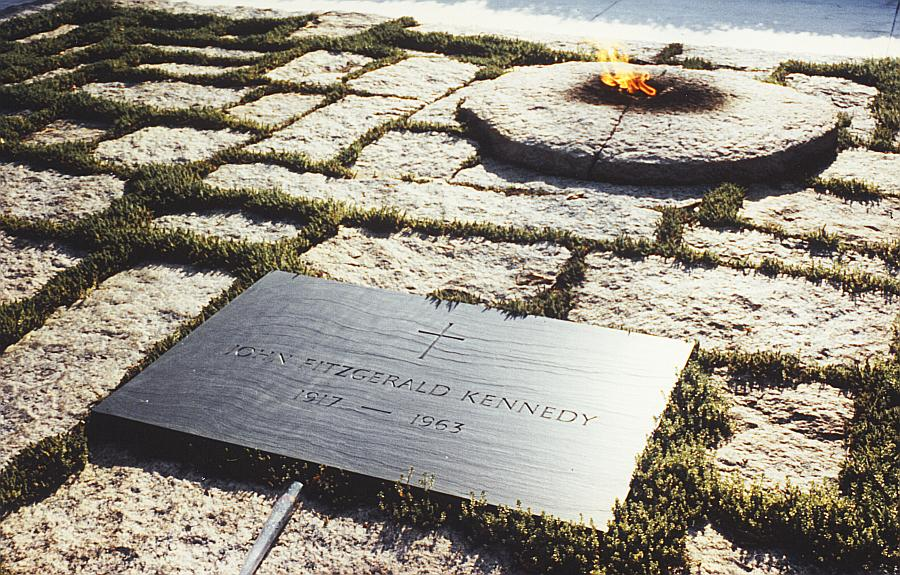
President John F. Kennedys grav på Arlingtonkyrkogården med evighetslågan.

Kennedy mördades vid ett besök i Dallas, Texas. Enligt den så kallade Warrenkommissionen utfördes mordet av en ensam mördare, Lee Harvey Oswald. Denna slutsats kom att ifrågasättas 1979, då en kongressutredning (House Select Committee on Assassinations) kom fram till att fyra skott hade avlossats. Oswald, som ansågs bunden till endast tre skott, skulle således inte ha varit ensam mördare, utan sannolikt hade presidenten fallit offer för en konspiration. Även dessa slutsatser har ifrågasatts, eftersom de anses luta sig alltför tungt på analysen av bristfälliga ljudupptagningar från mordtillfället.
Kennedy blev 46 år gammal.

## Privatliv

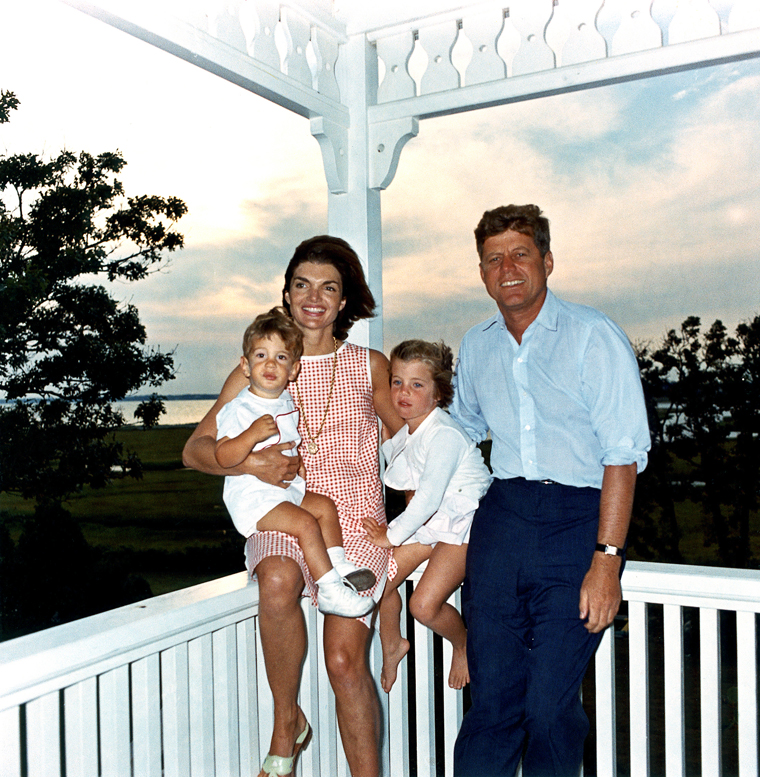
John F. Kennedy med familj, 1962.

Kennedy var son till Rose och Joseph Kennedy samt bror till Robert F. Kennedy och Ted Kennedy. Han var det näst äldsta barnet efter sin bror Joseph Kennedy jr. Han hade även fem systrar: Kathleen (Kick), Eunice, Jean, Patricia och Rosemary. Han gifte sig med Jacqueline Bouvier den 12 september 1953.

### Barn
- Arabella Kennedy (dödfödd 1956)
- Caroline Bouvier Kennedy (född 1957)
- John Fitzgerald Kennedy Jr. (1960–1999)
- Patrick Bouvier Kennedy (dog två dagar gammal 1963)

## Bilden av John F. Kennedy
Bilden av Kennedy var positiv åren närmast efter hans död. Han var kommunikativ, hade karisma och lade sig dessutom till med en ungdomlig stil vilket var i stark kontrast mot den tidigare presidenten Dwight D. Eisenhowers mer formella retorik. Han uppfattades som en symbol för det korruptionsfria samhället där alla oavsett inkomst, hudfärg eller kön skulle få tillgång till samma möjligheter.
Anhängare av John F. Kennedy menar ibland att med honom dog även en del av hans dröm om ett rättvist USA.[källa behövs] Han gav sina väljare och regeringen en känsla av hopp. Trots sin privilegierade bakgrund identifierade han sig med samhällets socialt utsatta grupper. När John F. Kennedy dog blev han en kulturell ikon, delvis som ett resultat av genomslagskraften från amerikansk media.
Kritiken mot Kennedy har främst inriktat sig på det militära misslyckandet i Grisbukten och invasionen av Vietnam vilket kan ställas i kontrast mot mångas uppfattning av Kennedy som en politiker med en mer diplomatisk framtoning.[källa behövs] På senare år har även ett flertal historiker påpekat att Kennedy under sin tid i presidentämbetet ådrog sig ett kraftigt missbruk av olika mediciner.[källa behövs] Om detta påverkade hans förmåga att utöva presidentämbetet är dock omdiskuterat. Detta har nyanserat bilden av Kennedy, som dock i sin helhet förblivit övervägande starkt positiv och Kennedy placerar sig ofta högt på listorna i amerikanska opinionsinstituts listor över USA:s bästa presidenter genom tiderna.

## Militära utmärkelser
- Navy and Marine Corps Medal
- Purple Heart Medal
- American Defense Service Medal
- American Campaign Medal
- Asiatic–Pacific Campaign Medal (3 bronsstjärnor)
- World War II Victory Medal[2]